# Szwecja na Halowych Mistrzostwach Świata w Lekkoatletyce 2010
Reprezentacja Szwecji na halowe mistrzostwa świata 2010 liczyła 8 zawodników, którzy nie wywalczyli żadnego medalu.
Początkowo w składzie znajdował się także Anton Asplund (bieg na 800 metrów), ale ostatecznie nie wziął udziału w mistrzostwach.

## Mężczyźni
- Bieg na 800 m
  - Mattias Claesson

- Bieg na 60 m przez płotki
  - Philip Nossmy

- Skok w dal
  - Michel Torneus

- Trójskok
  - Christian Olsson

## Kobiety
- Bieg na 60 m
  - Emma Rienas
  - Lena Berntsson

- Bieg na 1500 m
  - Ulrika Johansson

- Skok wzwyż
  - Emma Green